# 地蔵院 (岐阜県坂祝町)
地蔵院(じぞういん)は岐阜県加茂郡坂祝町黒岩にある地蔵菩薩を本尊とする曹洞宗の寺院で、山号は国願山。中濃八十八ヶ所霊場45番札所である。
天正年間あるいは文禄年間の頃に、密教寺院として建立された。宝永2年（1705年）に岩村浄光寺2世円通慧音の弟子が師を開山として曹洞宗の寺院に改修、地蔵堂とした。その後如山岱応尼が地蔵庵に改称。更に昭和17年（1942年）に山号を黒岩山から国願山に改め、寺号も地蔵院とした。